# Бомбардування Гельсінкі

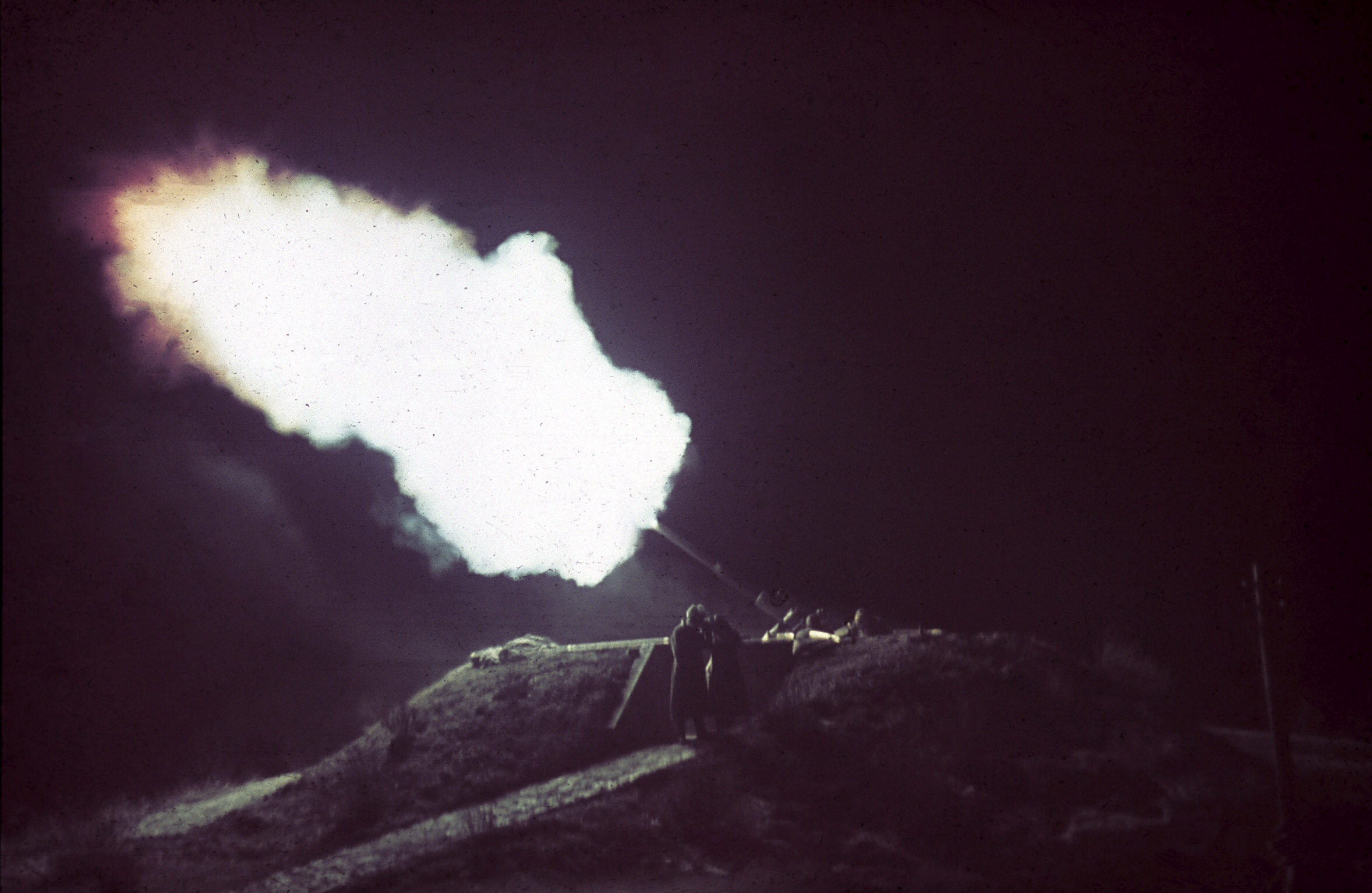
Зенітна гармата «Бофорс» стріляє по ворожих бомбардувальниках. Гельсінкі, район Таїваскаліо, листопад 1942

Протягом Другої світової війни столиця Фінляндії Гельсінкі зазнала кілька серій бомбардувань. Радянський Союз у 1939-1944 роках завдав по фінській столиці не менше ніж 50 повітряних ударів. Найбільшими авіанальотами були три рейди в лютому 1944 року, відомі під назвою Великі нальоти на Гельсінкі (англ. The Great Raids Against Helsinki).

## ППО міста Гельсінкі

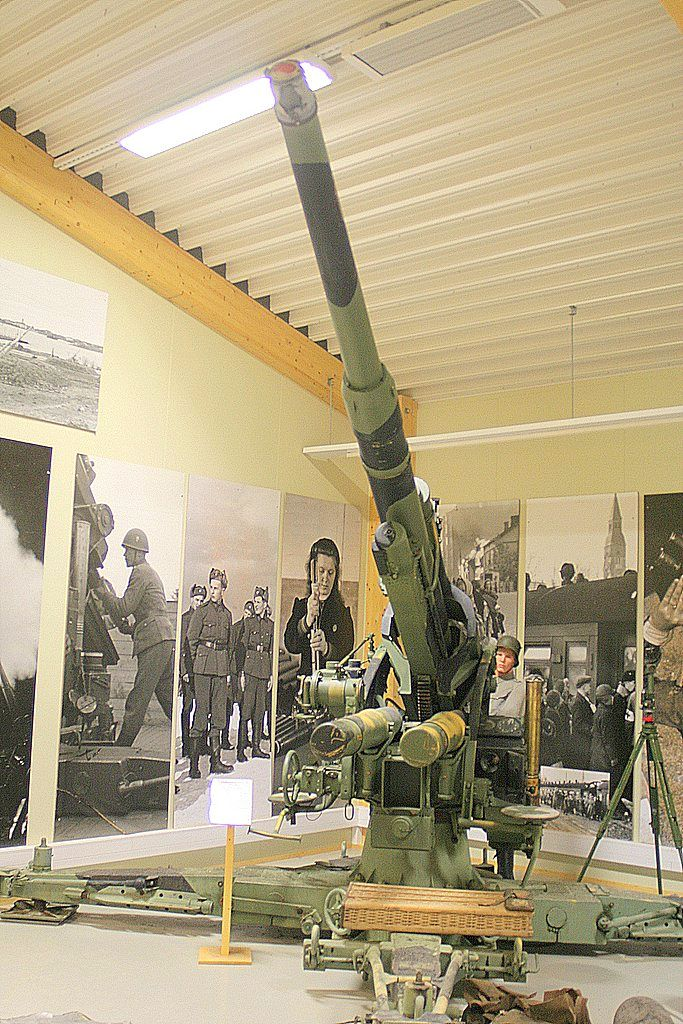
88-міліметрова зенітка у Фінському музеї протиповітряної оборони

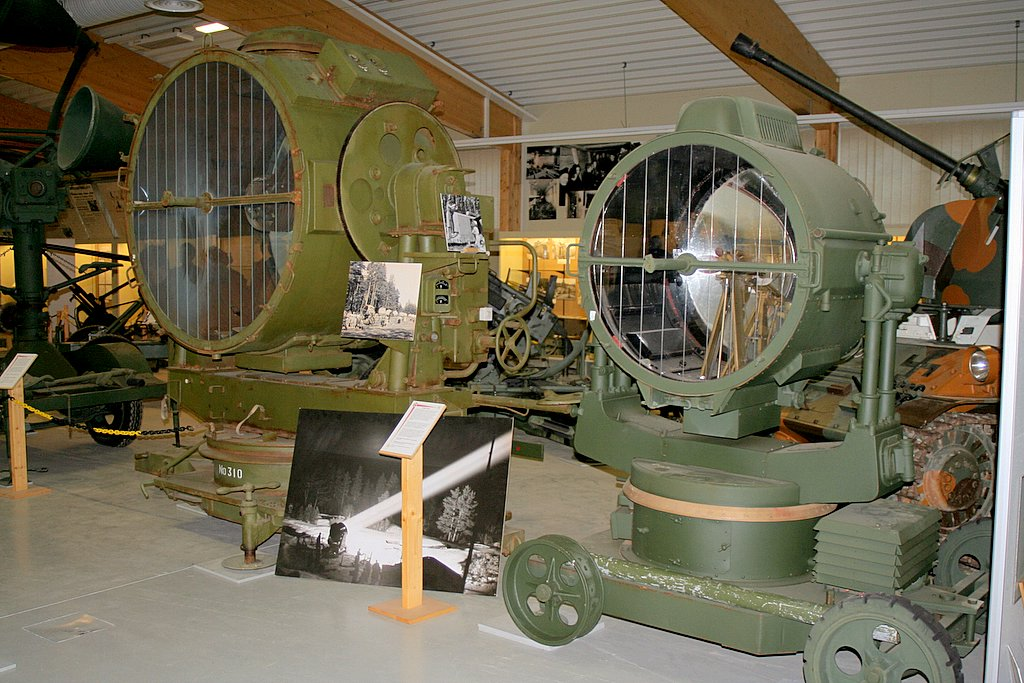
Прожектори у Фінському музеї протиповітряної оборони

Восени 1939 року Гельсінкі захищав 1-й зенітний полк, що складався з чотирьох важких зенітних батарей по три-чотири гармати в кожній, однієї легкої зенітної батареї та однієї зенітно-кулеметної роти.
Починаючи з весни 1943 ППО Гельсінкі було значно посилено під керівництвом полковника Пекка Йокіпалтіо. Під час Радянсько-фінської війни 1941—1944 років Німеччина виділила фінській столиці два радари раннього попередження «Фрея» і чотири РЛС гарматного наведення «Вюрцбург», до того ж у Гельсінкі було розміщено 18 дуже ефективних німецьких важких 88-міліметрових зеніток. Нові батареї по шість гармат згруповано в столичних районах Лауттасаарі, Кяпиля і в Сантагаміна. До лютого 1944 року місто захищали 13 легких і важких зенітних батарей. Протиповітряна оборона налічувала 77 важких зенітних гармат, 41 легку зенітну гармату, 36 прожекторів, 13 акустичних локаторів і 6 радарів на додачу до повітряних спостерігачів і ППО фінського військово-морського флоту. Німеччина також надала деяку підтримку проти радянських атак нічними винищувачами.
Система командування ППО засновувалася на відповідній німецькій та була достатньо дієвою. Її провідні кадри навчалися в Німеччині. Через нестачу живої сили ППО також використовувала як обслугу зеніток 16-річних хлопчиків-добровольців з ополчення «Суоєлускунта», а для обслуговування прожекторів залучала молодих дівчат з жіночої добровольчої напіввійськової організації «Лотта Свярд».
12 лютого 1944 у Гельсінкі німці також дислокували підрозділ нічних винищувачів, що складався з 12 нічних винищувачів Bf 109G-6 та корабля раннього попередження про нальоти і наведення нічних винищувачів «Того», що курсував у Фінській затоці між Таллінном і Гельсінкі. 
ППО Гельсінкі обрало своїм першорядним завданням не давати бомбам досягати міста, знищуючи повітряні цілі. Шквальним загороджувальним вогнем кілька батарей створювали вогняну стіну перед бомбардувальниками, що наближалися, у спробі відлякнути їх, щоб ті скинули бойовий вантаж надто рано і віддалилися. Зенітні снаряди відзначалися нестандартністю за рахунок просвердлювання більшого гнізда детонатора і заповнення додаткового простору магнієм, змішаним з алюмінієм, перетворюючи їхній спалах із тьмяно червоного на сліпучо білий.

## Радянська група бомбардувальників далекої дії

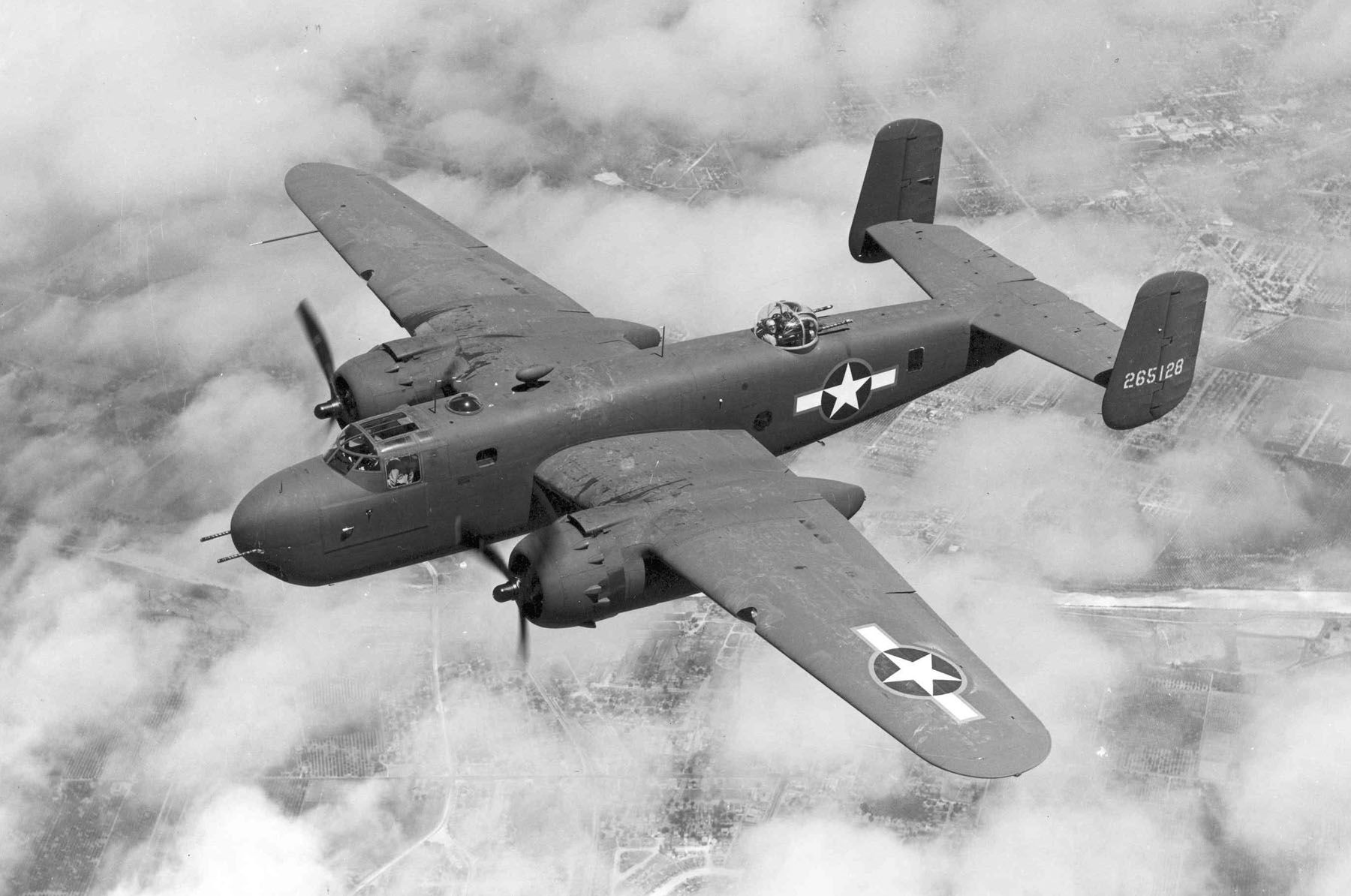
Американський B-25

Бомбардування Фінляндії загалом проводила авіація далекої дії (АДД) —  група літаків-розвідників і бомбардувальників далекої дії радянських ВПС. Ця група підпорядковувалася безпосередньо  радянському Верховному командуванню. Під час лютневих бомбардувань 1944 року АДД підсилили іншими підрозділами. Командувачем АДД був маршал Олександр Голованов. Бомбові нальоти також іноді робили ВПС і БФ (авіагрупа Балтійського флоту).
Парк радянських бомбардувальників був дуже різним. Більшість складали двомоторні Ілюшин-4, Лі-2, North American B-25 Mitchell та Douglas A-20. Бомбардувальники B-25 і A-20 поставлялися Радянському Союзові зі Сполучених Штатів як матеріали ленд-лізу. Лі-2 був радянською версією американського бомбардувальника Douglas DC-3. В авіанальотах також брали участь і деякі важкі чотиримоторні бомбардувальники, наприклад Пе-8.

## Цивільна оборона
Перед війною Гельсінкі мали досить широку систему цивільного захисту. За розпорядженням влади міста 1934 у підвалах всіх висотних будинків побудовано сховища. Це були просто підвальні приміщення з посиленими стінами, які б вистояли від вибухів бомб поблизу. Всім будинкам потрібно було мати призначеного інспектора з цивільного захисту, який не перебував у запасі або у збройних силах і як такий був зазвичай непридатним до військової служби. Цій людині ставилося завдання наглядати, щоб усі пожильці дісталися сховища у встановленому порядку. 
Були кілька великих бомбосховищ, убудованих у тверду породу, але ними неможливо було охопити всіх жителів Гельсінкі. Деякі лікарні були також оснащені підвальними сховищами, де під час повітряних нальотів можна було розмістити пацієнтів. Інші, такі як дитяча лікарня, були винесені за межі міста. Одна лікарня була повністю під землею, під будівлею фінського Червоного Хреста.

## Зимова війна

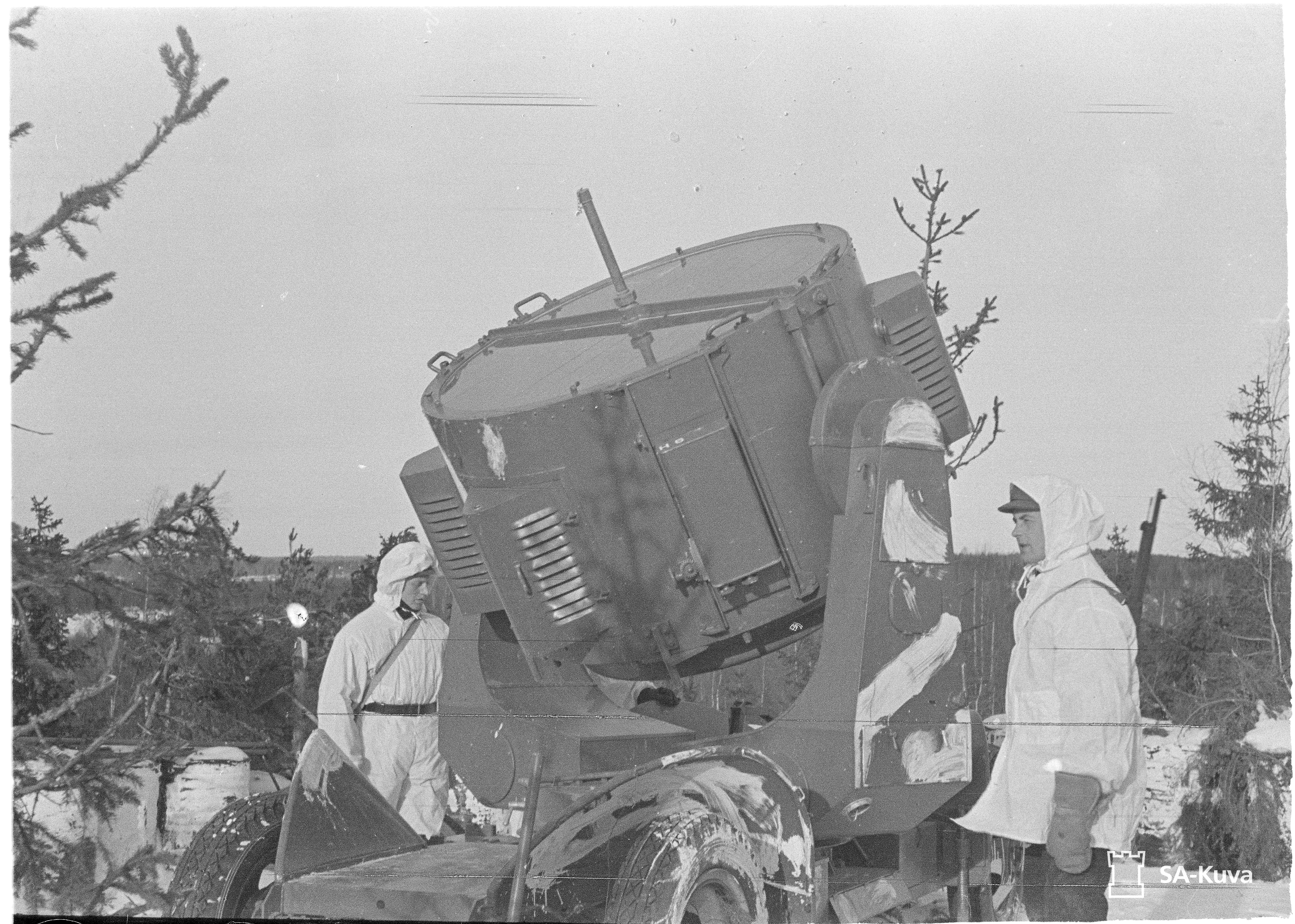
Зенітний прожектор у районі Піткянкаліонмякі (Гаукілагті, Еспоо), 1940

Через три години після того, як радянські війська перейшли кордон і розпочали Зимову війну, радянські літаки скинули бомби на Гельсінкі. Найінтенсивніші бомбардувальні нальоти були у перші кілька днів війни.
Загалом під час Зимової війни Гельсінкі бомбили вісім разів. На місто впало близько 350 бомб, в результаті чого загинуло 97 осіб і поранено 260. У цілому було зруйновано 55 будинків.
Радянські бомбардування спричинили сувору реакцію за кордоном. Президент США Рузвельт попросив радянське керівництво не бомбити фінські міста, на що Молотов відповів: «Радянські літаки бомблять не міста, а аеродроми, вам не видно цього в Америці з віддалі 8000 км».

## Війна 1941-1944 років
Коли 22 червня 1941 року Гітлер напав на Радянський Союз, Фінляндія знала, що СРСР тепер завдасть удару по ній, бо радянські дипломати кількаразово заявляли, що у випадку війни з Німеччиною Радянський Союз негайно почне вторгнення у Фінляндію попри те, що ввечері 22 червня посол СРСР у Гельсінкі Павло Орлов сказав, що радянський уряд поважатиме нейтралітет Фінляндії. Тому вже 22 червня 1941, ще до початку тієї нової і неоголошеної війни з Фінляндією, радянські ВПС скинули бомби на низку міст Південної Фінляндії, а вже на світанку першого дня розв'язаної Радянським Союзом війни проти Фінляндії, 25 червня 1941, півтисячі радянських бомбардувальників, штурмовиків і винищувачів атакували головні фінські міста, в тому числі Гельсінкі і Турку. Завдано повітряних ударів по морських портах, десятках аеродромів, заводах, залізничних вузлах, житлових кварталах. Було пошкоджено середньовічний замок у Турку. Радянські літаки сідали, заправлялися і знову злітали. Масовані удари тривали дві доби, потім їхня інтенсивність дещо спала, але все одно повітряний наліт радянських ВПС тривав майже тиждень. Фінам нічого не залишалося як визнати, що вони в стані війни з Радянським Союзом, а прем'єр-міністр Юкко Рангель оголосив про це ввечері 25 червня у парламенті, сказавши при цьому: «Відбулися повітряні нальоти проти нашої країни, бомбардування незахищених міст, вбивства мирних жителів — все це ясніше, ніж будь-які дипломатичні оцінки, показало, яким є ставлення Радянського Союзу до Фінляндії». Наступного дня президент Рюті виступив зі зверненням до народу по радіо, зазначивши, що Фінляндія знову веде війну з її давнім ворогом. 26 червня 1941, коли Гельсінкі бомбили радянські літаки, Рюті заявив, що в тій боротьбі «ми не самотні: Велика Німеччина [...] вирішила була вести війну проти СРСР, а інші країни приєдналися до Німеччини. Росія у цій справі наштовхується на єдиний фронт, що простягається від Білого моря до Чорного».
Результати цих бомбардувань для СРСР із суто воєнного погляду були нульовими або навіть негативними, адже було втрачено десятки бомбардувальників, збитих фінськими і власними ж винищувачами (що тоді траплялося часто: приміром, славетний радянський ас Олександр Покришкін почав бойовий шлях, збивши на Південному фронті бомбардувальник Су-2).
Пізніше під час цієї війни фінській столиці пощастило дещо більше, позаяк радянські бомбардувальники здебільшого зосереджувалися на німецьких військах у Прибалтиці. Та все ж протягом цієї війни Гельсінкі бомбили 39 разів. 245 осіб було вбито і 646 поранено, більшість — від трьох великих нальотів 1944 року. 
|                                                                                      | Нальоти | Бомби       | Убиті | Поранені |
| ------------------------------------------------------------------------------------ | ------- | ----------- | ----- | -------- |
| Зимова війна                                                                         | 8       | близько 350 | 971   | 260      |
| 1941                                                                                 | 9       | близько 80  | 332   | 210      |
| 1942                                                                                 | 17      | близько 70  | 683   | 167      |
| 1943                                                                                 | 13      | близько 110 | 3     | 21       |
| 1 91 смертей 30 листопада 1939 2 22 смерті 9 липня 1941 3 51 смерть 8 листопада 1942 |         |             |       |          |

### Великі нальоти в лютому 1944
У лютому 1944 року Радянський Союз вчинив три масовані бомбові нальоти на Гельсінкі. Метою було зламати фінський бойовий дух і присилувати фінів сісти за стіл переговорів про мир. Нальоти проводилися в ніч проти 7, 17 та 27 лютого. На Тегеранській конференції 1943 року Йосип Сталін заручився британською та американською підтримкою цієї акції. Таким чином СРСР сподівався приневолити Фінляндію розірвати її зв'язки з Німеччиною і погодитися на мирне врегулювання. 
У ніч із 6 на 7 лютого 1944 року 733 бомбардувальники з’єднань АДД (В-25, Іл-4, Пе-8, Лі-2) здійснили два бомбардування Гельсінкі, скинувши на місто 6 991 бомбу загальною вагою 92 650 кг, з яких 4 ФАБ-1000, 6 ФАБ-2000 та 2 ФАБ-5000, а в ніч із 16 на 17 лютого 1944 провели повторний наліт: 281 літак скинув 4 317 бомб загальною вагою 63 835 кг, а з 26 на 27 лютого 1944 стався третій удар силами 863 літаків, які скинули 5 182 бомби вагою 101 005 кг.
Разом у трьох нальотах у лютому 1944 фінські війська ППО нарахували 2 121 бомбардувальник, що скинув більш ніж 16 000 бомб. З 34 200 пострілів по бомбардувальниках 21 200 були з важкої зенітної артилерії, а 12 900 — з легкої. Фіни обдурили радянські літаки наведення, запалюючи багаття на островах поза містом і використовуючи прожектори лише на схід від міста, тим самим підводячи літаки наведення до думки, що то і було місто. Тільки 530 бомби впали в самому місті. Більшість населення Гельсінкі покинули місто, а кількість жертв була досить низькою порівняно з іншими містами, підданими бомбардуванню під час війни. 
З 22-25 втрачених у нальотах радянських бомбардувальників 18-21 було знищено вогнем зеніток і чотири збито німецькими нічними винищувачами. 

#### Перший великий наліт: 6–7 лютого
Перша ніч принесла найбільше руйнування.
Перші бомби впали о 19:23. Близько 350 бомб впали на місто і приблизно 2 500 бомб за межами Гельсінкі. Загальна кількість скинутих бомб (включно з тими, що впали у море) становила близько 6 990. В нальоті брали участь приблизно 730 бомбардувальників. Вони прибували двома хвилями: 6 лютого о 18:51–21:40 і 7 лютого о 00:57–04:57.
Оборонці вели загороджувальний вогонь 122 рази. Легка зенітна артилерія зробила 2 745 пострілів, а важка артилерія вистрелила 7 719 разів. Фінські ВПС на той час не мали нічних винищувачів. 
Було вбито сто людей і поранено 300. Пошкоджено більш ніж 160 будівель, у тому числі радянське посольство. У попередні дні протиповітряна оборона  кілька разів подавала сигнал тривоги помилково, що знизило рівень готовності людей.

#### Другий великий наліт: 16–17 лютого
Відколи Таллінн піддали сильному бомбардуванню, а розвідка вказала, що наліт може бути спрямовано на Гельсінкі, ППО Гельсінкі вжила певних активних заходів.
Після першого нальоту в гельсінський аеропорт Малмі з Естонського фронту було переведено групу німецьких нічних винищувачів у складі 12 літаків Messerschmitt Bf 109G-6 зі спеціальним обладнанням нічного бою. Протягом наступних двох нальотів вони зуміли збити шість бомбардувальників. Зенітні батареї випустили 184 залпи і збили два бомбардувальники. Важкі зенітні батареї зробили 12 238 пострілів, а легкі вистрелили 5 709 разів.
Більшість населення Гельсінкі добровільно евакуювалася в сільську місцевість, а решта була готова сховатися у бомбосховищах за першого ж попередження. Це значно знизило жертви.
Цього разу брали участь 383 бомбардувальники. Тоді як на місто, море і довколишню місцевість впали 4 317 бомби, у межах міста впало всього 100 бомб. Попередження прозвучало о 20:12, а бомбардувальники наближалися знову двома хвилями: 16 лютого о 20:12-23:10 і 17 лютого о 23:45-05:49. Перша хвиля спробувала зосереджено бомбардувати, наближаючись із різних напрямків. У другій хвилі літаки прибували невеличкими групками зі сходу. Фінська розвідка перехопила обмін повідомленнями за 1 годину 40 хвилин до нальоту і попередила ППО, яка встигла підготуватися. ППО озвучила попередження за 49 хвилин до нальоту. Радар взяв перший літак за 34 хвилини до початку бомбардувань. 
Цього разу цифри втрат були значно нижчі: 25 загинуло і 29 дістало поранення. 27 будівель було зруйновано і 53 пошкоджено.

#### Третій великий наліт: 26–27 лютого

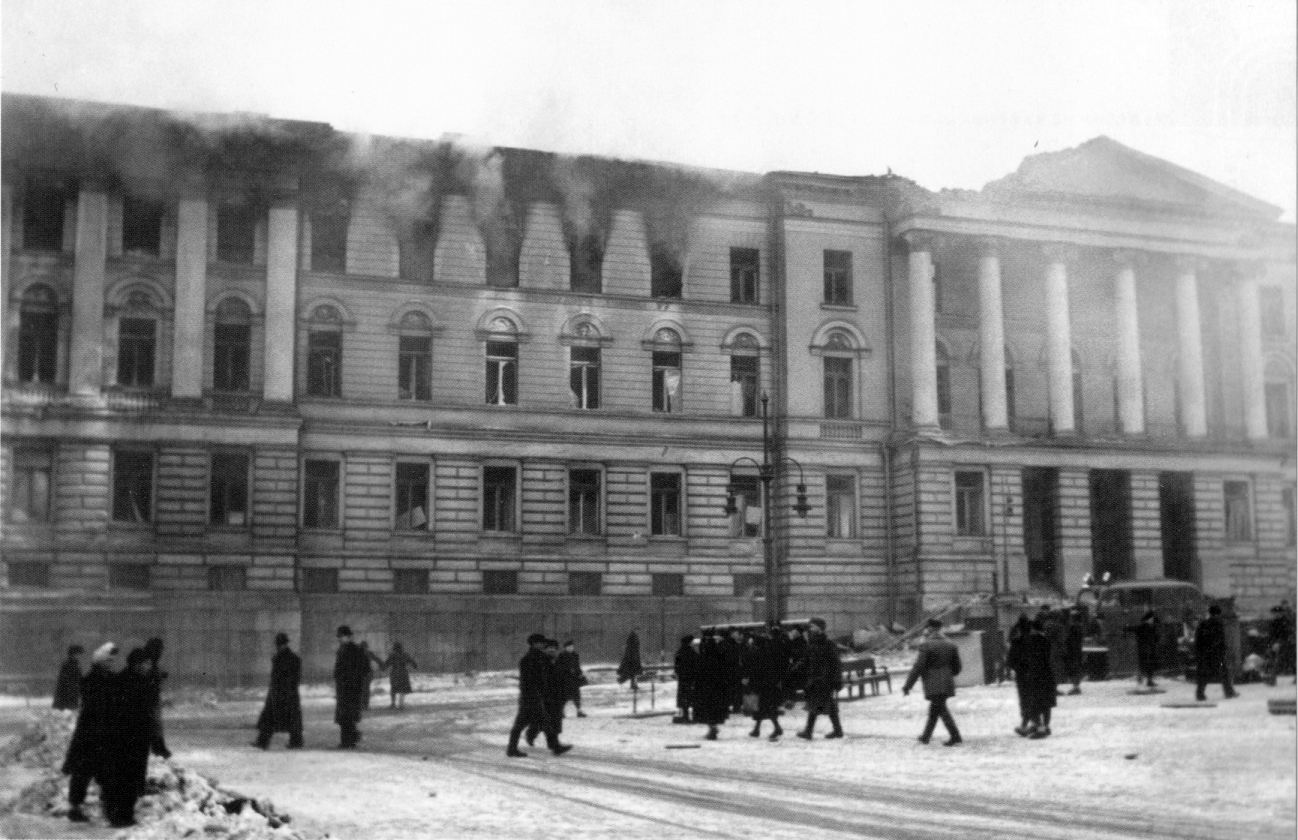
Головна будівля Гельсінського університету після третього нальоту.

Увечері 26 лютого над містом було помічено одинокий радянський літак-розвідник. Це був знак прийдешнього нападу. Погода була ясна, що допомагало нападникам. Фінська радіорозвідка знову перехопила повідомлення про майбутній наліт, цього разу за 1 годину 28 хвилин перед початком бомбування, хоча радянська сторона намагалася зберегти радіомовчання. 
П'ять хвилин потому мережа оглядових РЛС, яку обслуговували помічники з «Лотта Свярд», сповістила про наближення бомбардувальників. У місті було завчасно запущено беззвучну сигналізацію. Вуличні вогні було вимкнено, трамваї і поїзди зупинено, а радіопередачі припинено. Тим самим було утруднено для противника знаходження цілей, а всі громадяни знали, що їм потрібно сховатися у бомбосховищах.
Перші бомбардувальники фінський радар виявив приблизно о 18:30, за 25 хвилин до їхнього прибуття. Кількома хвилинами пізніше у повітря здійнялися нічні винищувачі і полетіли на свої визначені наперед позиції. На той час вже було попереджено зенітну артилерію. Попередження про повітряний наліт пролунало о 18:45. Зенітні батареї відкрили вогонь о 18:53. Перші бомби впали о 19:07. 
Цей останній великий наліт відрізнявся від двох попередніх. Бій тривав близько одинадцяти годин і поділявся на три етапи. Перший був увечері і тривав чотири години, зосередившись на ударах по місту. Другий був здебільшого націлений на злам опору зенітної артилерії, але без особливого успіху. Остання хвиля надіялася остаточно зрівняти місто з землею, але більшість літаків розвернулися, зіткнувшись із запеклим загороджувальним вогнем зеніток та з нічними винищувачами. Сигнал відбою нарешті прозвучав близько 6:30 ранку 27 лютого.
Незважаючи на те, що це був наймасованіший наліт, заподіяні збитки були знову доволі незначними: 21 особа загинула і 35 осіб було поранено; зруйновано 59 будинків і пошкоджено 135. 
Важка зенітна артилерія зробила 14 240 пострілів, а легка — 4 432. Дев'ять радянських бомбардувальників було збито.
Цього разу в нальоті на Гельсінкі брали участь 896 бомбардувальників. Вони скинули 5 182 бомби, з яких тільки 290 впали на саме місто.

#### Шкода від великих нальотів
Протягом Другої світової війни Гельсінкі завдяки ефективності протиповітряних і обманних заходів уникнули того рівня руйнувань, якого зазнали від бомбардувань багато інших європейських міст. У межах міста впали тільки 5% бомб, деякі з них впали в незаселених паркових зонах, не спричинивши ніякої шкоди. У трьох великих нальотах на місто взяли участь близько 2 000 бомбардувальників, скинувши приблизно 2 600 тонн бомб. Зі 146 загиблих солдатами були шестеро. Дістали поранення 356 осіб. Було зруйновано 109 будівель, пошкоджено осколками 300, охоплено полум'ям 111. Радянська сторона втратила 25 літаків.
Інший схожий за силою авіаналіт під час війни — це бомбардування Дрездена 13-15 лютого 1945, коли 1 320 бомбардувальників скинули 3 900 тонн бомб. На відміну від нальоту на Гельсінкі повітряний напад на Дрезден забрав життя приблизно від 25 000 до 35 000 осіб, а місто було майже повністю зруйновано. 
Після війни в Гельсінкі прибула Союзна контрольна комісія на чолі з радянським генералом Ждановим. Той був спантеличений, наскільки незначної шкоди було заподіяно місту. Радянське керівництво думало, що вони повністю зруйнували Гельсінкі і що саме ті бомбардування змусили фінів сісти за стіл мирних перемовин.

### Фінська відплата
ВПС Фінляндії відповіли на повітряні нальоти низкою так званих «нічних інфільтраційних бомбардувань» летовищ АДД поблизу Ленінграда. Фінські бомбардувальники: Junkers Ju 88, Bristol Blenheim і Dornier Do 17 — або слідували у хвості, або в деяких випадках навіть приєднувалися до з'єднання радянських бомбардувальників на їхньому зворотному шляху над Фінською затокою і таким робом супроводжували їх до їхніх баз. Після того, як більшість радянських бомбардувальників приземлилася, фінські переслідувачі заходили на бомбометання як по приземлених бомбардувальниках супротивника, так і по тих, що ще тільки йшли на посадку, а потім втікали у подальшому замішанні. Перше велике нічне інфільтраційне бомбардування відбулося 9 березня 1944, а тривали вони до травня 1944. Радянські втрати від цих рейдів оцінити достеменно не вдається.